# Río Jimenoa
Río Jimenoa är ett vattendrag i Dominikanska republiken.   Det ligger i kommunen Jarabacoa och provinsen La Vega, i den centrala delen av landet, 100 km nordväst om huvudstaden Santo Domingo.